# Pays de Lugues
Le pays de Lugues est situé au sud-ouest du département de Lot-et-Garonne.
Il est limité à l'est par l'Avance, au nord par le pays de Casteljaloux, à l'ouest par le département de la Gironde et est traversé dans sa partie sud par le Ciron.
Au Moyen Âge, huit paroisses composaient la région des Lugues :
Houeillès, Esquieys, Allons, Gouts d'Allons ou st Clair de Gouts, Sauméjan, Pindères, Pompogne et Jautan, ce qui correspond en grande partie au canton de Houeillès.
« Lugues » pourrait venir du latin Lucus « bois sacré » ou du celte lug « ruisseau »
Aujourd'hui ces deux étymologies lui correspondent bien puisqu'il est composé de forêts et de ruisseaux marécageux.